# Світле (Зав'яловський район)
Сві́тле (рос. Светлое) — село у складі Зав'яловського району Алтайського краю, Росія. Адміністративний центр та єдиний населений пункт Світлівської сільської ради.

## Населення
Населення — 556 осіб (2010; 683 у 2002).
Національний склад (станом на 2002 рік):
- росіяни — 93 %